# Albert Condamin
Pour les articles homonymes, voir Condamin.
Albert Condamin, né à Marseille le 7 décembre 1862 et mort à Lyon le 3 juillet 1940, est un exégète biblique jésuite. Il enseigne à l’Institut catholique de Toulouse puis dans les scolasticats jésuites en Angleterre et à Lyon.
C'est un spécialiste du Livre d'isaïe, du Livre de Jérémie et de la poésie biblique qui se heurte à l'intransigeance du Saint-Siège qui l'accuse de modernisme.

## Biographie

### Jésuite
Né à Marseille le 7 décembre 1862, Albert Condamin entre chez les jésuites à 20 ans et séjourne essentiellement dans les maisons des jésuites repliés en Angleterre après leur interdiction d'enseigner en France. Ordonné prêtre en 1895, il continue sa formation à Beyrouth, à Paris et à Angers de 1896 à 1899. Albert Condamin est élève à l'École pratique des Hautes études.
Il enseigne à l'Institut catholique de Toulouse de 1899 à 1901. Il y enseigne l'Écriture sainte et l'hébreu. Il enseigne ensuite en Angleterre, aux scolasticats jésuites de Cantorbéry et de Ore Place de 1906 à 1926. Il revient en France au retour du scolasticat jésuite à Fourvière, à Lyon, et y continue son enseignement de 1926 à 1933. C'est dans cette ville qu'il meurt le 3 juillet 1940.

### Exégète accusé de modernisme
Albert Condamin fait partie des exégètes bibliques catholiques progressistes, comme Marie-Joseph Lagrange dont il est un collaborateur, correspondant régulier et ami. Lagrange l'appelle son « frère d'armes » et cette amitié est précieuse et solide,,.
En 1905, Condamin publie une traduction critique du Livre d'Isaïe. Selon le théologien américain Edward L. Curtis, « the striking feature of this work is a graceful and vigorous translation, preserving the parallelism of Hebrew poetry especially, dividing
the text into strophes. ». Les travaux d'Albert Condamin se heurtent au blocage du Saint-Siège, qui lui ordonne en 1907 de ne pas publier la seconde partie de son étude sur le Livre d'Isaïe, déjà censurée lors de la publication de la première partie deux ans plus tôt. En effet, Condamin y soutient qu'une partie de ce livre, à partir du chapitre 40, n'a pas été écrite au VIIIe siècle av. J.-C mais par un autre auteur. Comme Lagrange et d'autres, il est accusé de modernisme.
En 1939 encore, une nouvelle édition de la seconde partie de son étude sur le Livre d'Isaïe est arrêtée sur ordre du cardinal Eugène Tisserant alors que les pages sont déjà imprimées et prêtes à être éditées chez Gabalda. Tisserant croit d'abord qu'il peut autoriser cette parution avant de donner un contre-ordre.

### La poésie biblique
De 1910 à 1931, Albert Condamin tient dans la revue Recherches de science religieuse un bulletin concernant les publications sur les religions de Mésopotamie.
Albert Condamin publie une traduction et un commentaire du Livre de Jérémie qui sont plusieurs fois rééditées et font l'objet de recensions dans des revues académiques, religieuses et historiques. Le rabbin Mayer Lambert critique notamment sa théorie de la strophique. René Dussaud, dans la revue Syria, souligne que « L'éloge de l'oeuvre du P. Condamin n'est plus à faire ». Selon Louis Dennefeld, « Si tous les spécialistes ne sont pas d'accord avec le P. Condamin sur le système métrique par lui appliqué à bien des morceaux du livre de Jérémie, ils sont d'autant plus unanimes à reconnaître la grande valeur de son exégèse. ».
En 1933, Albert Condamin publie une étude des poèmes de la Bible qui est également signalée et commentée,,. Ce livre vulgarise en France les études exégétiques allemandes sur la structure strophique des textes bibliques.

## Œuvres
- Albert Condamin S. J., La Bible et l'assyriologie : Première partie. L'histoire et la prophétie ; la religion et la morale, Paris, J. Dumoulin, 1903, 70 p. (lire en ligne)[6].
- Albert Condamin S. J., Le Livre d'Isai͏̈e : traduction critique avec notes et commentaires, Paris, Librairie Victor Lecoffre, 1905, 401 p. (lire en ligne)[7].
- Albert Condamin, S. J., Le Livre de Jérémie : Traduction et commentaire, Paris, Gabalda, 1936 (1re éd. 1920), 380 p., in-8° (lire en ligne)[11],[12],[13].
- Albert Condamin, S. J., Poèmes de la Bible : Avec une introduction sur la strophique hébraïque, Paris, Beauchesne, 1933, 289 p., in-8° (lire en ligne)[14],[15].